# Brandon Thomas (autore)
Brandon Thomas (Mount Pleasant, 24 dicembre 1848 – Londra, 19 giugno 1914) è stato un attore e drammaturgo inglese.
Thomas fu attore, drammaturgo e autore di canzoni. La sua notorietà è dovuta soprattutto alla commedia La zia di Carlo, rappresentata per la prima volta nel 1892, che divenne in breve tempo un grande successo internazionale.
Nato in una famiglia che non aveva contatti col mondo teatrale, recitò fin da giovanissimo in compagnie amatoriali, facendo il suo debutto come attore professionista a 30 anni, nell'aprile 1879. Oltre a recitare, si dedicò alla scrittura: la sua commedia Comrades fu messa in scena nel 1882. Ma il grande successo arrivò con La zia di Carlo, che Brandon Thomas scrisse per l'amico attore W.S. Penley.
La commedia ebbe grande successo in tutti i paesi di lingua inglese. Nel 1893 trionfò a Broadway e l'anno seguente fu rappresentata in Francia e in Germania e in seguito fu tradotta in moltissime lingue. In Italia, La zia di Carlo fu rappresentata per la prima volta dalla compagnia di Flavio Andò e Claudio Leigheb, al Teatro Manzoni di Milano, il 5 ottobre del 1894.
Brandon Thomas scrisse altre commedie che però non ebbero lo stesso successo: The Gold Craze (1889), The Lancashire Sailor (1891), Marriage (1892), A Swordsman's Daughter (1895).
Morì a Bloomsbury (Londra).